# Prohászka János (gépészmérnök)
Prohászka János (Budapest, 1920. április 26. – Magyarpolány, 2012. október 22.) magyar gépészmérnök, a Magyar Tudományos Akadémia tagja (levelező tag: 1970, rendes tag: 1982), címzetes egyetemi tanár, kutatóprofesszor.

## Élete
Nagytétényben nőtt fel, járt iskolába, itt volt a helyi cserkészcsapat tagja. A világháború idején a hadiüzemként működő Magyar Optikai Művek munkása volt.
A háború után felvételt nyert a Magyar Királyi József Nádor Műszaki és Gazdaságtudományi Egyetemre, ahol 1950-ben szerzett gépészmérnöki oklevelet. Ezután aspiráns lett a frissen létrehozott Vasipari Kutatóintézetben, ahol Verő József, Geleji Sándor, Zorkóczy Béla, Millner Tivadar és Gillemot László professzorok segítségével vált nagyon gyorsan az anyagtechnológia elkötelezett kutatójává.
1950–51-ben az akkor szervezett Gazdasági és Műszaki Akadémia tanáraként dolgozott. Az aspirantúra (1951–1955) elvégzése után 1956-ban kitűnő eredménnyel védte meg „A titán hatása az acélban lezajló széndiffúzió sebességére és a betétben edzhető acélok tulajdonságaira” című kandidátusi értekezését, és ez alapján nyerte el 1957-ben „a műszaki tudomány kandidátusa” tudományos fokozatot. Ettől kezdve tudományos kutatóként dolgozott a Híradástechnikai Kutatóintézetben (1955–57), majd az MTA Műszaki Fizikai Kutatóintézet tudományos osztályvezetőjeként 1957 és 1964 között, ahol alapvetően a Tungsram (Egyesült Izzólámpa és Villamossági Rt.) számára nélkülözhetetlen volfrámkutatások egyik vezetője volt. Az itt végzett munkájával széles körű tudományos elismerést vívott ki magának. Fontos szerepet játszott az anyagtudomány fémfizikai szemléletének korszerűsítésében az 1963-ban megvédett akadémiai doktori értekezésének témaválasztása: „Diszlokációk képződése a dendrites kristályosodás során”. Ekkor nyerte el „a műszaki tudomány doktora” tudományos címet. A diszlokációelméleten alapuló anyagtudományi megközelítések az 1960-as évekig szinte ismeretlenek voltak a hazai szakmai körökben, de a fiatal kutatóknak és egyetemi oktatóknak tartott nagyhatású előadásai megváltoztatták ezt a helyzetet. Nyilvánvalóan a tudományos elismertsége eredményeként hívták meg a Műegyetemre tanszékvezető professzornak a Villamosipari Anyagtechnológia Tanszékre, 1964-ben. Ezt a tanszéket 1986-ig vezette, egyetemi tanárként pedig 1990-ig dolgozott a Gépészmérnöki Karon. Tudományos alkotói és egyetemi oktatói szemléletére rendkívül erős hatást gyakorolt az 1966–67-ben, az első Ford-ösztöndíjasok egyikeként az USA-ban, a Harvard Egyetemen vendégprofesszorként eltöltött időszak. A fizikai és a mechanikai metallurgia olyan kiválóságaival dolgozott együtt, mint Bruce Chalmers, David Turnbull, Morris Cohen, John Werner Cahn. A röntgendiffraciós vizsgálatok vezetője volt ebben a kitűnő kutatócsoportban. Tanszékvezetői feladata mellett 1971 és 1977 között igazgatóhelyettese, 1977-től 1986-ig igazgatója volt a Mechanikai Technológiai és Anyagszerkezettani Intézetnek, valamint 1977-től 1995-ig a tanszéken működő akadémiai, Fémtechnológiai Kutatócsoportnak. Teljes aktivitású kutatóprofesszorként végzett munkáját e kutatócsoportban fejezte be 2005-ben..
1970-ben a Magyar Tudományos Akadémia levelező, majd 1982-ben rendes tagja lett. Akadémiai székfoglaló előadásai az anyagtechnológiai gondolkodás fontos szintézisei voltak: „Közepes hőmérsékleten igénybevett fémes szerkezeti anyagok mechanikai tulajdonságainak várható fejlődése”, illetve „Anyagminőség és termodinamikai bizonytalanság” címen tartotta ezeket. Meghatározó tudományos vezetője és példaképe volt a budapesti és a miskolci műszaki egyetem gépészmérnöki karán még ma is dolgozó számos egyetemi oktatónak és kutatónak. Az 1980-as években tagja volt a Magyar Tudományos Akadémia elnökségének, majd az 1990-es években, két cikluson át a Műszaki Tudományok Osztályának elnöke (1993-1999).
Az 1960-as évek elejétől 2001-ig írt tankönyvei még ma is nélkülözhetetlen segítséget jelentenek a gépészmérnök és a villamosmérnök egyetemi hallgatók számára az anyagtechnológiai alapok megismerésében.
Széleskörű publikációs és közéleti tevékenységet folytatott 1990 után a magyar gazdaság, azon belül is az ipari termelés és a technológia témakörében, a termelés fontosságának előtérbe helyezése érdekében. A magyarországi gépipar technológiai helyzetét és jövőképét foglalta össze a Prohászka professzor irányításával és szerkesztésében, az MTA elnökének támogatásával 2001-ben megjelent „A technológia helyzete és jövője” című tanulmánykötet, amelynek következtetései ma is nagyon időszerűek.

## Kutatási témái
Tudományos kutatómunkájának a legfontosabbak kutatási témái a következők voltak:
- A volfrám alakíthatósága és újrakristályosodása
- A diffúziós folyamatok két és többkomponensű szilárd rendszerekben
- Az ötvözetek mechanikai tulajdonságai és anizotrop viselkedése
- A szemcsehatárok szerepe a hőkezelésben és az anyagok tulajdonságaiban
- Az ötvözetlen acélok, a sárgarezek és a volfrám gyorshőkezelése.
- A Fe-Al rendszer diffúziós folyamatai, a tűzi mártó alumíniumozás,
- A koncentrációváltozás nélküli fázisátalakulások, a reverzibilis martenzites átalakulások, a bénites átalakulás és a bénites szerkezet kifáradási jellemzői
- A kristályorientáció hatása a mechanikai tulajdonságokra

## Szervezeti tagságok
- Anyagtudományi és Technológiai Bizottság
- Metallurgiai Bizottság
- International pour l'Étude Scientifioques des Techniques de Production Mécanique [CIRP] (emeritus)
- International Technology Institute [ITI] (tiszteleti tag)
- Miskolci Egyetem (díszdoktor)

## Díjai, elismerései
- Választott aktív tagja 1984 és 1996 között a CIRP-nek (International Institution for Production Engineering Researche), amely tiszteleti tagjává választotta 1996-ban
- Akadémiai Díj (1963)
- Rockwell Medal; Hall of Fame for Engineering, Science and Technology, and Medal, International Technology Institute (1986)
- Állami Díj (1988)
- Ipolyi Arnold tudományfejlesztési díj (1995)
- A Miskolci Egyetem díszdoktora (1997)
- Széchenyi Díj (2003)

## Publikációi
- Anyagminőség és termodinamikai bizonytalanság : akadémiai székfoglaló, 1983. április 20.
- Prohászka János publikációs listája[halott link]